# Shalane Flanagan
Shalane Flanagan (Boulder, 8 luglio 1981) è un'ex maratoneta e mezzofondista statunitense, vincitrice della maratona di New York nel 2017.

## Biografia
Il 21 ottobre 2019 ha annunciato il suo ritiro dall'attività agonistica tramite un post sul suo profilo Instagram.

## Palmarès
| Anno | Manifestazione  | Sede           | Evento        | Risultato | Prestazione | Note                        |
| ---- | --------------- | -------------- | ------------- | --------- | ----------- | --------------------------- |
| 2007 | Mondiali        | Osaka          | 5000 m piani  | 8ª        | 15'03"86    |                             |
| 2008 | Giochi olimpici | Pechino        | 5000 m piani  | 9ª        | 15'50"80    |                             |
| 2008 | Giochi olimpici | Pechino        | 10000 m piani | Argento   | 30'22"22    | Record nord-centroamericano |
| 2009 | Mondiali        | Berlino        | 10000 m piani | 13ª       | 31'32"19    |                             |
| 2011 | Mondiali        | Taegu          | 10000 m piani | 7ª        | 31'25"67    |                             |
| 2012 | Giochi olimpici | Londra         | Maratona      | 9ª        | 2h25'51"    |                             |
| 2013 | Mondiali        | Mosca          | 10000 m piani | 8ª        | 31'34"83    |                             |
| 2015 | Mondiali        | Pechino        | 10000 m piani | 6ª        | 31'46"23    |                             |
| 2016 | Giochi olimpici | Rio de Janeiro | Maratona      | 6ª        | 2h25'26"    |                             |

## Campionati nazionali
2003
- Argento ai campionati statunitensi, 5000 m piani - 15'20"54

2004
- Bronzo ai campionati statunitensi, 5000 m piani - 15'10"52

2005
- Oro ai campionati statunitensi, 5000 m piani - 15'10"96

2007
- Oro ai campionati statunitensi, 5000 m piani - 14'51"75
- Oro ai campionati statunitensi indoor, 3000 m piani - 8'56"74

2009
- Argento ai campionati statunitensi, 10000 m piani - 31'23"43

2010
- Oro ai campionati statunitensi di mezza maratona - 1h09'41"

2011
- Oro ai campionati statunitensi, 10000 m piani - 30'59"97

2012
- Bronzo ai campionati statunitensi, 10000 m piani - 31'59"69

2013
- Oro ai campionati statunitensi, 10000 m piani - 31'43"20

2015
- Argento ai campionati statunitensi, 10000 m piani - 31'42"29
- Argento ai campionati statunitensi, 5 km su strada - 15'17"

## Altre competizioni internazionali
2007
- Argento al Prefontaine Classic ( Eugene), 1500 m piani - 4'05"86
- Bronzo alla Weltklasse Zurich ( Zurigo), 1500 m piani - 4'10"86

2010
- Argento alla Maratona di New York ( New York) - 2h28'40"
- Argento al Prefontaine Classic ( Eugene), 5000 m piani - 14'49"08

2012
- Oro alla Mezza maratona di Lisbona ( Lisbona) - 1h08'52"

2013
- 4ª alla Maratona di Boston ( Boston) - 2h27'04"

2014
- Bronzo alla Maratona di Berlino ( Berlino) - 2h21'14"
- 5ª alla Maratona di Boston ( Boston) - 2h22'02"

2015
- 9ª alla Maratona di Boston ( Boston) - 2h27'47"

2017
- Oro alla Maratona di New York ( New York) - 2h27'53"

2018
- Bronzo alla Maratona di New York ( New York) - 2h26'22"
- 6ª alla Maratona di Boston ( Boston) - 2h46'31"